# Eragrostis orthoclada
Eragrostis orthoclada är en gräsart som beskrevs av Eduard Hackel. Eragrostis orthoclada ingår i släktet kärleksgrässläktet, och familjen gräs. Inga underarter finns listade i Catalogue of Life.